# 博尔戈萨托洛
博尔戈萨托洛（義大利語：Borgosatollo），是意大利布雷西亚省的一个市镇。总面积8平方公里，人口9160人，人口密度1145.0人/平方公里（2009年）。国家统计（ISTAT）代码为017021。